# Jean-Bernard d'Uhart
Pour les articles homonymes, voir Uhart.
Jean-Bernard d'Uhart est un militaire, propriétaire, maître de forges et homme politique français, né le 17 juin 1765 à Uhart-Mixe et mort le 18 mai 1834 à Sauguis.

## Biographie
Jean-Bernard d'Uhart était le fils de Clément baron d'Uhart (1712-1795) et de Dorothée de Caupenne d’Amou (c.1743-1809).
Cadet gentilhomme à l'École royale militaire à Paris en 1779, il devint deux ans plus tard officier dans les régiments de Belzunce puis de Chartres-dragons. Il exerça à partir de 1787 la charge de lieutenant du roi dans le Pays de Soule, remplaçant de fait le gouverneur en titre, Mesnard de Clesle, retenu à Paris par son état de santé. 
Jean-Bernard d'Uhart fut élu député de la noblesse du Pays de Soule aux États généraux le 1er juillet 1789, soit presque deux mois après la première réunion de cette assemblée à Versailles. Son action parlementaire se borna à une intervention pendant la discussion sur l’organisation du département des Basses-Pyrénées, dans la séance du 8 février 1790. Il demanda la conservation des anciennes limites de la Basse-Navarre et de la Soule dans la division du département en six districts ; il s'ensuivrait sinon, affirma-t-il, « une explosion déjà prête à éclater dans le pays de Soule ».
La fin des travaux de l'Assemblée constituante le ramena dans sa province, où il perdit sa charge de lieutenant du roi et l’usage de l’hôtel des États de Soule, à Mauléon. Il s’occupa de la forge de Larrau, dont la production de fer devint, à partir de 1793, indispensable à l’Armée des Pyrénées occidentales. À cette époque, sa qualité de maître de forges le protégeait d’une mobilisation dans l’armée.
Jean-Bernard d'Uhart hérita des biens de son père, mort en 1795 : les châteaux d’Aphatie à Sauguis et d’Uhart à Uhart-Mixe, la forge de Larrau, plusieurs exploitations agricoles, un moulin, etc. Il afferma la forge à un ingénieur allemand, Frédéric d'Abel, en 1813, et à des maîtres de forges bourguignons en 1828.
Le marquis d'Uhart fut nommé chevalier de l'ordre de Saint-Louis, le 25 avril 1816, malgré la brièveté de ses services militaires. Sous la Restauration, il conserva l'usage de la culotte, du tricorne et de la perruque à cadogan, poudrée. Il fut maire de Sauguis de 1829 à 1832 et conseiller général des Basses-Pyrénées. Lourdement endetté, Jean-Bernard marquis d'Uhart subit en 1832 la saisie immobilière de l’ensemble de ses propriétés. Il mourut peu après. 
Jean-Bernard d’Uhart avait épousé, en 1788, Étiennette d’Angosse (1771-1793), fille du marquis Jean-Paul d'Angosse. Il eut deux fils : Gustave (1791-1860), administrateur, et Jean-Paul-Henri (1793-c.1813), officier de cuirassier, disparu pendant la campagne de Russie.